# Edgardo Lami Starnuti

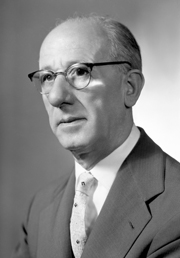
Edgardo Lami Starnuti (1958)

Edgardo Lami Starnuti (* 3. März 1887 in Pontedera, Provinz Pisa; † 4. Mai 1968 in Rom) war ein italienischer Journalist und Politiker der Sozialistischen Partei Italiens PSI (Partito Socialista Italiano) sowie später der Sozialistisch-Demokratischen Partei Italiens PSDI (Partito Socialista Democratico Italiano), der von 1946 bis 1948 Mitglied der Verfassunggebenden Versammlung (Assemblea Costituente) und von 1958 bis 1968 Mitglied des Senats (Senato della Repubblica) war. Ferner war er von 1958 bis 1959 Minister für staatliche Beteiligungen sowie zwischen 1965 und 1966 Minister für Industrie und Handel.

## Leben
Edgardo Lami Starnuti absolvierte nach dem Schulbesuch ein Studium der Rechtswissenschaften, das er mit einem Laurea in giurisprudenza beendete, und war danach als Rechtsanwalt tätig. Er war zwischen 1915 und 1922 Bürgermeister von Carrara und ging danach als Gegner des Faschismus ins Exil in die Schweiz. Er kehrte erst 1945 nach Ende des Zweiten Weltkrieges nach Italien zurück und war in Carrara Herausgeber der politischen Wochenzeitung La battaglia Socialista.

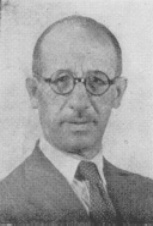
Edgardo Lami Starnuti (1946)

Bei der Wahl am 2. Juni 1946 wurde er für die Italienische Sozialistische Partei der Proletarischen Einheit PSIUP (Partito Socialista Italiano di Unità Proletaria) im Wahlkreis Pisa zum Mitglied der Verfassunggebenden Versammlung (Assemblea Costituente) gewählt und gehörte dieser bis zum 31. Januar 1948 an. Er war zwischen dem 19. Juli 1946 und dem 31. Januar 1948 sowohl Mitglied der Kommission für die Verfassung (Commissione per la costituzione) als Mitglied der Zweiten Unterkommission (Seconda sottocommissione). Er fungierte als Vizepräsident des Nationalen Instituts für Verbrauchssteuerverwaltung (Istituto nazionale gestione imposte consumo) sowie als Vorstandsmitglied des Nationalen Versicherungsinstituts (Consiglio d’amministrazione dell’Istituto nazionale assicurazioni). Weiterhin war er zeitweise  Präsident der Akademie der Schönen Künste und der Kunstschule von Carrara (Accademia delle belle arti e del Liceo artistico di Carrara). Er war zudem Mitglied des Rates der Provinz Mailand sowie Präsident der Gemeindeunterstützungsbehörde ECA (Ente comunale di assistenza) in Mailand.
Bei den Wahlen am 25. Mai 1958 wurde Lami Starnuti für die Region Lombardei erstmals zum Mitglied des Senats (Senato della Repubblica) gewählt. Er übernahm am 1. Juli 1958 im Kabinett Fanfani II das Amt als Minister für staatliche Beteiligungen (Ministro delle partecipazioni statali) und bekleidete dieses Amt bis zum 14. Februar 1959. In der dritten Legislaturperiode (1958 bis 1963) war er ferner zwischen dem 9. Juli 1958 und dem 13. April 1959 Mitglied der Ständigen Kommission für Landwirtschaft und Ernährung (8ª Commissione permanente (Agricoltura e Alimentazione)) sowie anschließend vom 14. April 1959 bis zum 15. Mai 1963 Mitglied der Ständigen Kommission für Angelegenheiten des Ministerpräsidenten und Inneres (1ª Commissione permanente (Affari della Presidenza del Consiglio e dell'Interno)). Er war zeitweise ferner Präsident des Städtischen Elektrizitätswerkes (Azienda elettrica municipale) von Mailand sowie Präsident des Nationalen Verbandes der kommunalen Elektrizitätsunternehmen AEM (Federazione nazionale Azienda Elettrica Municipale).
Edgardo Lami Starnuti wurde bei den Wahlen am 28. April 1963 für die Sozialistisch-Demokratische Partei Italiens PSDI (Partito Socialista Democratico Italiano) noch einmal für die Region Lombardei zum Mitglied des Senats gewählt, dem er bis zu seinem Tode am 4. Mai 1968 angehörte. Während der vierten Legislaturperiode (1963 bis 1968) war er zwischen dem 16. Mai 1963 und dem 4. März 1965 Mitglied des Rates für Geschäftsordnung (Giunta per il regolamento) sowie vom 3. bis 4. Juli 1963 weiterhin Mitglied der Ständigen Kommission für Angelegenheiten des Ministerpräsidenten und Inneres. Er fungierte zwischen dem 1. Juli 1963 und dem 4. März 1965 erstmals als Präsident der PSDI-Fraktion im Senat. Zugleich war er vom 5. Juli 1963 bis zum 4. März 1965 erst Präsident sowie im Anschluss zwischen dem 5. März 1965 und dem 23. März 1966 Mitglied der Ständigen Kommission für Justiz und Verfahrensermächtigungen (2ª Commissione permanente (Giustizia e autorizzazioni a procedere)). Im Kabinett Moro II bekleidete er vom 5. März 1965 bis zum 22. Februar 1966 das Amt als Minister für Industrie und Handel (Ministro dell’industria e del commercio). Nach seinem Ausscheiden aus der Regierung war er zwischen dem 24. März 1966 und dem 1. Februar 1967 erneut erst Präsident sowie anschließend vom 2. Februar 1967 bis zu seinem Tode am 4. Mai 1968 wieder Mitglied der Ständigen Kommission für Justiz und Verfahrensermächtigungen. Er wurde am 10. November 1966 abermals Präsident der PSDI-Fraktion beziehungsweise zwischen dem 17. November 1966 und dem 27. September 1967 Präsident der PSI-PSDI-Fraktion, nachdem sich die PSDI mit der Sozialistischen Partei Italiens PSI zu einer gemeinsamen Fraktion zusammengeschlossen hatte.